# Pentanal
Pentanal (C5H10O) je brezbarvna tekočina s sadnim vonjem, ki se uporablja za arome in pri pospeševanju vulkanizacije.

## Identifikacija snovi ali pripravka:
Identifikacija snovi ali pripravka:
 Uporaba snovi ali pripravka:

## Ugotovitve o nevarnih lastnostih in nevarnosti:
- Nevarne lastnosti
  - Zelo lahko vnetljivo: zelo lahko se vname zaradi gretja, iskre ali plamena.
  - Hlapi lahko tvorijo eksplozivne zmesi z zrakom.
  - Hlapi so težji od zraka. Ti se širijo ob tleh in kopičijo v nižjih predelih in zaprtih prostorih (kanalizacija, zbiralniki, kleti).
  - Iztekanje v kanalizacijo lahko povzroči požar ali eksplozijo.
  - Kontejner lahko eksplodira pri segrevanju.

- Nevarnosti
  - Lahko povzroči zastrupitev pri vdihavanju ali absorpciji skozi kožo.
  - Vdihavanje ali stik s snovjo lahko draži ali peče kožo in oči.
  - Pri požaru lahko nastanejo dražilni, jedki in/ali strupeni plini.
  - Hlapi lahko povzročijo omotičnost ali dušenje.
  - Širjenje požara lahko povzroči onesnaženje.

## Ukrepi za prvo pomoč:
- Premaknite ponesrečenca na sveži zrak.
- Nudite umetno dihanje, če ponesrečenec ne diha.
- Uporabite kisik, če je dihanje oteženo.
- Odstranite in izolirajte kontaminirano obleko in obutev.
- V primeru stika s snovjo takoj izpirajte kožo ali oči s tekočo vodo najmanj 20 minut.
- Umijte kožo z milom in vodo.
- Poškodovanca pokrijte in pustite počivati.
- Izpostavljenost (vdihavanje, zaužitje ali stik s kožo) snovi ima lahko kasnejše posledice.
- Poskrbite, da je medicinsko osebje seznanjeno z nevarnostjo in zagotovite uporabo ustrezne varovalne opreme.

## Varnostni ukrepi:
- Izolirajte področje razsutja ali iztekanja takoj 50 m v vseh smereh.
- Ne pustite blizu nepooblaščenih oseb.
- Ostanite v zavetrju.
- Ne zadržujte se v nižjih predelih.
- Prezračite zaprte prostore pred vstopom.

## Ukrepi ob požaru:
Posebne nevarnosti
- Če gori železniški vagon, cisterna ali priklopnik, izolirajte 800 m v vseh smereh; prav tako evakuirajte ljudi v polmeru 800 m in izvedite ukrepe varovanja ter reševanja.

Primerna sredstva za gašenje
Pozor: snov ima zelo nizko temperaturo vrelišča. Uporaba razpršene vode za gašenje požara bo mogoče neučinkovita.
- Mali požar
  - Prah, CO2, razpršena voda ali alkoholno obstojna pena.
  - Ne uporabljajte prahu za gašenje požarov, če je goreča snov nitrometan ali nitroetan.

- Veliki požar
  - Razpršena voda, vodna megla ali alkoholno obstojna pena.
  - Ne uporabljajte polnega vodnega curka.
  - Premaknite kontejner iz območja požara, če je to varno.

- Goreči kamioni, cisterne
  - Gasite z velike oddaljenosti; uporabljajte vodne topove.
  - Hladite kontejner z velikimi količinami vode, tudi potem, ko ne gori več.
  - Umaknite se takoj, če slišite čudne zvoke ali opazite, da se spreminja barva cisterne ali kontejnerja.
  - Vedno se odmaknite od goreče cisterne.
  - Pri velikih požarih uporabljajte vodne topove in od daleč nanašajte vodo na požar; če je to nemogoče, se umaknite in pustite ogenj goreti.

Posebna zaščitna oprema za gasilce:
- Uporabite izolirni dihalni aparat (IDA).
- Gasilska zaščitna obleka je priporočljiva samo v primeru požara; ta je neučinkovita v drugih situacijah.

## Ukrepi ob nezgodnih izpustih
Previdnostni ukrepi, ki se nanašajo na ljudi:
- Evakuirajte ljudi v razdalji 300 metrov v vseh smereh.
- Odstranite vse vire vžiga (ne kadite, odstranite iskrenje in plamen v neposredni okolici).
- Vsi pripomočki, ki jih uporabljate pri delu, morajo biti ozemljeni.
- Ne dotikajte se ali hodite po razsuti/razliti snovi.

Ekološki zaščitni ukrepi
- Zaustavite iztekanje, če je to brez nevarnosti.
- Preprečite vstop v vodne vire, kanalizacijo, kleti ali zaprte prostore.
- Uporabite gasilno peno za zmanjšanje količine hlapov.
- Absorbirajte ali prekrijte s suho zemljo, peskom ali drugim negorljivim materialom ter prenesite v zbiralnik.
- Uporabite neiskreče orodje za pobiranje absorbirane snovi.

- Večje razlitje
  - Zajezite razlitje za kasnejšo oskrbo in odstranjevanje.
  - Razpršena voda zmanjša nastajanje hlapov, ne prepreči pa nevarnosti vžiga v zaprtih prostorih.

## Ravnanje z nevarno snovjo/pripravkom in skladiščenje
Ravnanje
 Skladiščenje

## Druge informacije
[[Kategorija:]]